# Епистоларност
Епистоларност се отнася до литература под формата на писма.

## Ранни примери
Писмата са достигнали до нас още от времето на египетските фараони. Например до нас е дошло писмото на Рамзес до царица Пудухепа по повод сватбата на Рамзес II за дъщерята на хетския владетел Хаттусили III, през 34-та година от царуването на фараона. В повечето случаи античните египетски образци имат кратък повествователен характер, митологични препратки, счетоводна и лична информация. Те са оцелели поради съхранението им в хранилища за кореспонденция от египетските жреци. Образци от тези древни времена се намират при разкопки в днешен Ирак, където са се простирали древна Асирия и градът държава Вавилон. Писмата между баща и син – Саргон Втори и Сенахериб (съответно син и внук на Саргон Акадски), намерени в асирийските архиви, разкриват присъствието на писмото като важна форма на комуникация. 

## Античното писмо
Истинският епистоларен жанр е роден в късната античност. Древна Гърция и древният Рим са държавите, в които писмото придобива почти съвременната си форма. Много държавници и философи оставят писма като единствено литературно наследство. Писмеността е била високо почитана затова и известната фраза – съвет към писателите „Нито ден без ред“ (на латински: Nulla dies sine linea) в действителност произлиза от по-старата древногръцка фраза със същия съвет: пишете всекидневно (τήμερον οὐδεμίαν γραμμὴν ἤγαγον) и се е отнасяла към писателите и изобщо грамотните хора. Античната епистоларна практика се разделя на автентична кореспонденция и фиктивни писма и определението „епистоларен жанр“ съпътствува и двете форми..
„
| „                  | Често се опитвам да ти кажа същото при нашите срещи лично, но ме възпира някакъв почти селски срам; сега ще ти го кажа насаме по-смело: писмото не се черви... | “ |
| Марк Тулий Цицерон | |   |

## Новозаветни писма (послания)
Послания от Новия Завет, които със сигурност са написани от апостол Павел:
- Послание към римляните
- Първо послание към коринтяните
- Второ послание към коринтяните
- Послание към галатяните
- Послание към филипяните
- Първо послание към солунците
- Послание към Филимон

Послания, които са приписвани на апостол Павел, но въпросът остава спорен (сред учените):
- Послание към ефесяните
- Послание към колосяните
- Второ послание към солунците

Послания, които вероятно не са написани от апостол Павел:
- Първо послание до Тимотей
- Второ послание до Тимотей
- Послание до Тит

Послания, чийто автор е неизвестен:
- Послание към евреите
- Послание на Яков
- Първо послание на Петър
- Второ послание на Петър
- Първо послание на Йоан
- Второ послание на Йоан
- Трето послание на Йоан
- Послание на Юда

Библейският текст в Новия Завет има цяла поредица от послания на апостолите до църковната общност през 1 век. Авторите на посланията са: св. ап. Яков – едно (1)послание, св. ап. Петър – две (2)послания, св. ап. Йоан Богослов – три (3) послания, св. ап. Иуда брат Господен – едно (1)послание и св. ап. Павел – четиринадесет (14)послания. Някои от тези писма, наречени „апостоли“, съдържат ценна информация за християнската философия, както и излагат догматични схващания. От литературна гледна точка те се писма – есета с полемична насоченост. Пример за това е Първото послание на св. ап. Павел до Галатяните, където в 6 глави и 149 стиха той излага (а.) автобиографични данни, (б.) доктрината за оправдание чрез вярата, заедно с (в.) други теологични догми, а в глави 5 и 6 се простира върху (г.) въпросите на християнската етика и завършва с (д.) благослов и подпис.

## Писмото през Средновековието
През късното Средновековие с напредъка на природо-научните науки и обмен на кореспонденция между различни мислители писмото става важен инструмент за разговори в отсъствие на събеседника (in absentia). Размяната на писма между Абелард и Елоиза дава основа за романа на Жан дьо Монж „Романът на Розата“ (1280). Писането на писма през епохата на рицарите се съпътствува от романтичните идеали на дамата в беда и рицаря на бял кон. Сервантес изгражда „Дон Кихот“ на сатиричната имитация на рицарския роман, който често е бил изпълнен с писма. В действителност краят на героичния епос е началото на романтичната рицарска литература.

## От Ренесанса до Барока
Преводи на античните автори и философските им трактати стават популярни в схоластичните среди на малкото европейски университети към края на 13-и и 14 век. По подобие на античната епистоларност започват да се появяват нови произведения, както и преиздания на личните писма на Сенека и Цицерон. Изданията на колекции от писма между благородници и дами става популярно през средата на 16 век като развлекателната стойност се сравнява с днешната жълта преса, която наднича в задните дворове на богатите и известните. Епохата на великите географски открития и появата на начатки на хуманизъм е оставило следи и в епистоларността. След Ренесанса, завоюването на нови територии и откриването на Новия свят за пръв път прави необходима комуникация на големи разстояния. Епохата на барока  поставя основите на епистоларността в Испания, Италия, Франция, Англия и Германия.

### Епистоларен роман
От тази епоха е именно и жанра епистоларен роман, който започва с вмъкването на писма в романи за подсилване на реалистичното , докато други твърдят, че колекции от разнородни писания и кореспонденция са намерили публичност. Писмата имали предимно любовен характер и скрепени и издавани печелели популярност поради човешкото вродено любопитство.  И двете теории имат свои привърженици и известна валидност. Използването на писма в романите на испанския автор Диего де Сан Педро се счита за образец на епистоларен роман; още през 1485 г. е публикуван „Затвор на любовта“ (Cárcel de amor), но според други първият испански роман в изцяло епистоларна форма, пример за такава серия от писма, е „Поредица (или шествие) от любовни писма“ (Proceso de cartas de amores), написан от Хуан Де Сегура през 1553 г.

## КласицизъмиПросвещение
Класицистичният идеал поставя акцент върху подражанието на природата и върху опозицията дискурс/реалност и постановява морален и естетически императив във всичко. Апогей на епистоларността е XVIII век. Субективната истина, свободата да мислиш свободно през епохата на Просвещението и стремежа за саморазкритие съперничат на съответствената истина (или референциалната истина) Новелисти включват в романите си нова повествователна стратегия на създаване на достоверност и истинност чрез „документи“ – писма, на страниците на романите. Френската литература от XVIII век развива както романа така и епистоларния жанр в различни форми като комуникация, като размисъл и като оръдие за социално преговаряне. По този начин се завърта историческия кръг, връщайки се към писанията на древно-римските мислители и философи с подобна тематика, които са оставили много писма като единствено литературно наследство. Немската литература дава пример за епистоларност в романа на Гьоте „Страданията на младия Вертер“ (Die Leiden des jungen Werthers) (1774).

## Българското Възраждане
- През XIX век епистоларността става част и от Българското възраждане.
- В българската писмовна традиция, поради липсата на други форми на епистоларността, понятието се изчерпва с частните преписки и образците в писмовниците.

## Причини за литературен интерес
Писмото има:
1. лично проникновение
2. кратка форма, заключена между обръщението и подписа
3. социален и епистемологичен контекст
4. комплекс от конкуриращи се символи и значения
5. асоциации за писане и за отнесеност към някого.
6. писмото придобива стойност на представление поради липсата на мимиките, жестовете, цялостното поведение на устното общуване.
7. има потенциал да абсорбира други жанрове и форми: репортаж, пътепис, елегия, афоризъм и сентенция
8. две конституиращи го особености:
  1. отсъствие (и едновременно присъствие) на автора
  2. частен характер на общуването
9. оралност – поради диалогичната природа от вида: въпрос-отговор и импликацията за прочит и изслушване[9]

## Крилати фрази свързани с писмото
| Думите отлитат, писмената остават... |            |
| Verba volent, litera scripta manet   | (латински) |
| ...Писмото не се черви...            |            |
| Epistula non erubescit.              | (латински) |
| Проповедта ти в твое отсъствие       |            |
| ...sermo in absentia...              | (латински) |
| Нито ден без ред                     |            |
| Nulla dies sine linea                | (латински) |
| τήμερον οὐδεμίαν γραμμὴν ἤγαγον      | (гръцки)   |